# 勒内·肖卡
勒内·肖卡（法語：René Chocat，1920年11月28日—2000年7月18日），法国篮球运动员。曾代表法国国家队参加1948年夏季奥运会和1952年夏季奥运会男子篮球比赛，分别获得银牌和第八名。2012年，他入选了法国篮球名人堂。